# La crisis carnívora
La crisis carnívora es una película animada española para adultos de 2008 dirigida por Pedro Rivero y protagonizada por Enrique San Francisco. Fue la primera película realizada en animación flash. Su presupuesto total es de apenas millón y medio de euros.
También existe un cómic del mismo nombre, editado por Norma Editorial en octubre de 2005, con el subtítulo "Tomo 1. Las Altas Colinas" que narra a modo de precuela el contexto en el que se desarrolla la película. El guion corre a cargo de Pedro Rivero y Egoitz Moreno y el diseño a Kepa de Orbe y Gorka Aranburu. La película fue clasificada R por "lenguaje obsceno generalizado y humor sexual crudo, y para algunas imágenes violentas" por la Asociación Cinematográfica de España.

## Argumento
Gracias al Pacto Vegetariano, todos los animales conviven en paz y armonía. Todos menos uno: la hiena Crevel, que vive con la angustiosa sensación de no volver a comer carne. Decidido a calmar su apetito, una noche Crevel acude al cementerio dispuesto a devorar los cadáveres, pero no puede hacerlo: ¡no hay ninguno! El león Pérsicus y su consigliere, el tigre Altaicus, han organizado toda una red alimenticia con los difuntos para mantener sus hábitos carnívoros. Al ser descubiertos, acusan a Crevel de la brutal profanación, obligándole a huir de la ira de los herbívoros. Pero Crevel regresará del exilio con un plan para derrocar a los felinos. Oculto bajo el disfraz del jabalí Willy, propone a los herbívoros una gran alianza para tomar el poder, valiéndose del recuerdo de un héroe legendario que se enfrentó en su día al consigliere Altaicus: el lobo Wolfeimer.
Las 5 leyes del Pacto Vegetariano son:
1. Ningún animal matará a otro animal.[2]
2. Ningún animal comerá a otro animal.[2]
3. Los animales muertos serán honrados y enterrados.[2]
4. Los herbívoros estarán sublevados a los carnívoros.
5. Si alguien incumple alguna de ellas será condenado a muerte.

## Producción

### Nacimiento del proyecto
Pedro Rivero, llevaba varios años intentando llevar la historia al cine animado que no fue pensada para un público infantil.

### Guion
Con el pacto vegetariano de no agresión entre herbívoros y carnívoros, el director nos muestra cualquier acuerdo de convivencia contra nuestros instintos primarios está condenado a ser una farsa. En cuanto podemos, todos somos corruptos, injustos e insolidarios.

### Animación
Pero la idea no encontró financiación y se realizó en animación flash. Esta animación trajo beneficios  ya que reducía el coste final de la película, se pasó de 40 trabajadores en la animación tradicional a apenas 15 y ello trajo un mejor comunicación de Pedro Rivero con los animadores, y también había un acercamiento a la animación 3D. Para llevar a cabo esta animación fue necesaria la ayuda de Niko (Nikotxan), creador de la serie Cálico Electrónico, para quien también supuso un reto al realizar un trabajo de una duración 15 veces mayor al utilizado en la historias de Cálico.

## DVD
Salió en alquiler el 8 de octubre de 2008 y el 10 de octubre a la venta distribuidas por Aurum.

## Televisión
Fue emitida en televisión por ETB 3 en su versión vasca con el nombre Haragijaleen krisia. Actualmente está disponible para visionar en Streaming en la web de EITB.